# تشمزردماهيزان (مقاطعة تشرداول)
تشمزردماهيزان (بالفارسية: چمزردماهیزان) هي قرية تقع في قسم هليلان الريفي في إيران. يقدر عدد سكانها بـ 34 نسمة بحسب إحصاء 2016.